# 祇園商店街振興組合
祇園商店街振興組合（ぎおんしょうてんがいしんこうくみあい）は、京都市東山区祇園に存在する商店街である。八坂神社や日本最古の歌舞伎座である南座がある事から広域型の商店街として発展、近隣の花街が主客であった為、京小物の老舗店舗が多かったが、近年は観光客の増加により八ッ橋や漬物など京都ブランドの支店が多く出店している。　八坂神社の参道として発展してきたことから「日本の美に出会えるまち」「清々しき参道」をコンセプトにしている。7月15日には祇園祭宵宮神振奉納前夜祭と銘打って舞妓さんビアカウンターや祇園天幕映画祭などを主催、同16日は宵宮神振奉納を主催、3月頃には祇園大茶会が行われている。四条通りを歩行者天国にしようとする動きもある。

## 沿革
- 1946年祇園繁栄会結成。
- 1963年青年部発足。
- 1969年法人化。祇園商店街振興組合を設立。
- 1996年芝居前繁栄会と統合する。
- 2010年まちづくり委員会発足。

京都府の基金により花見小路に御影石の石畳が整備された。
毎年7月17日などの祇園祭では、四条通りを3基の神輿が通るなど、山鉾よりも神輿が中心である。

## 地理
東山区祇園にある。鴨川付近から八坂神社までの四条通り沿いにある。四条大橋から南は四条繁栄会商店街、北には京都祇園縄手繁栄会、北東には古川町商店街などがある。
商店街は川端通と東大路通の間を東西に伸びている。
祇園四条駅（京阪本線）からもほど近い。
祇園商店街振興組合の事務所は一力亭の東隣にある。

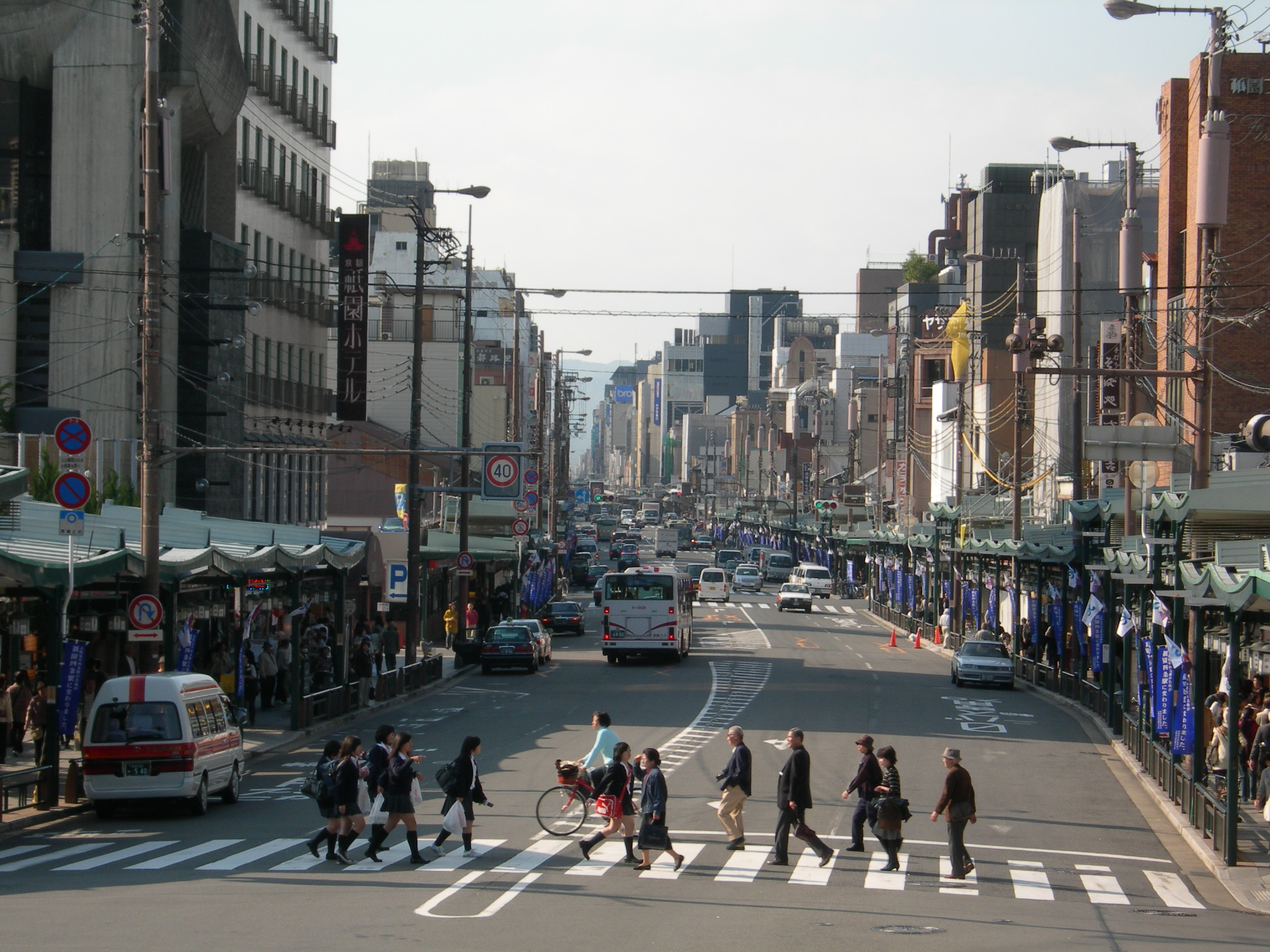
八坂神社側から望む祇園商店街
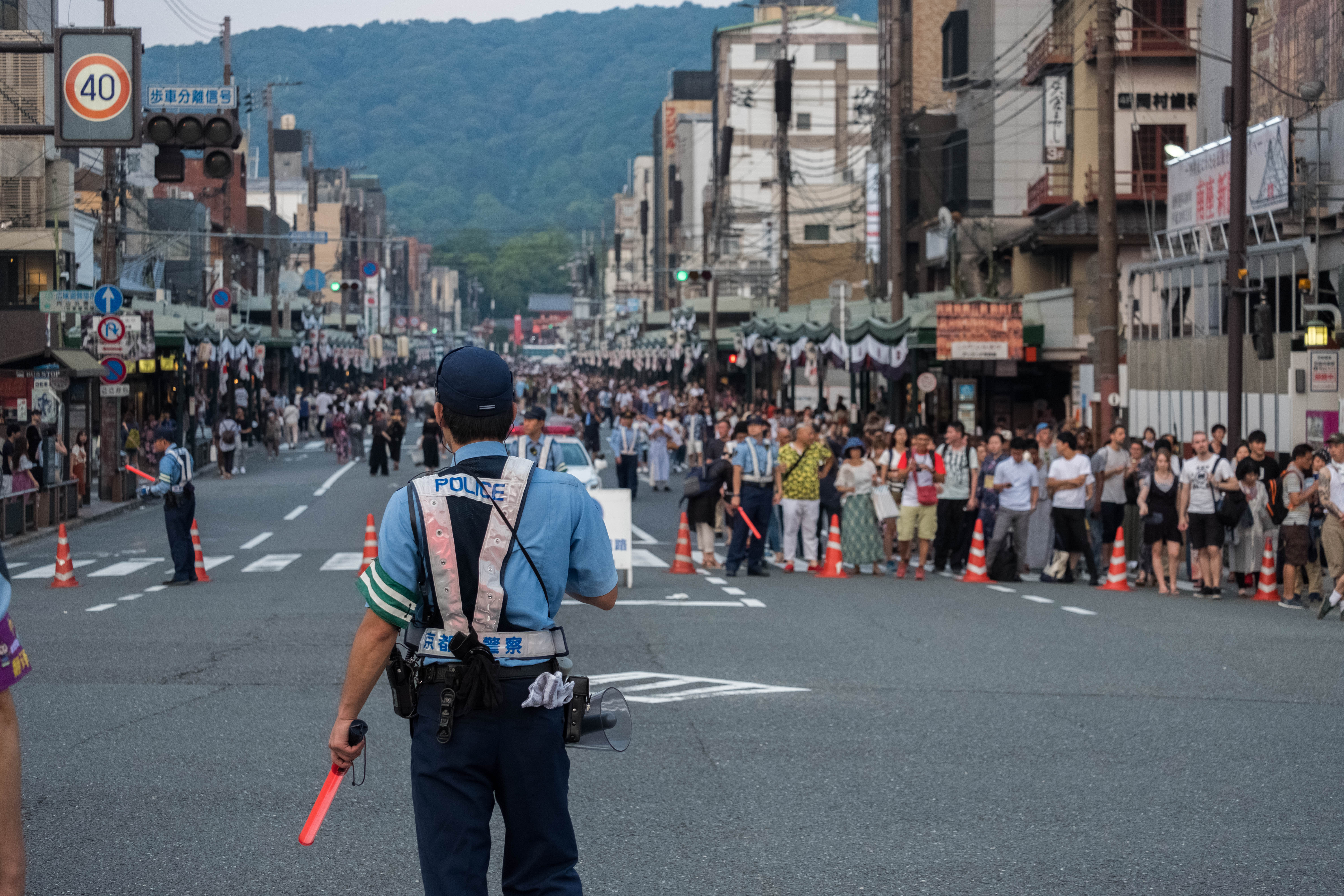
祇園祭時の祇園四条から望む祇園商店街